# Колотилы (Могилёвская область)
Колоти́лы (бел. Калаці́лы) — деревня в составе Савского сельсовета Горецкого района Могилёвской области Республики Беларусь.

## Население
- 1999 год — 36 человек
- 2010 год — 17 человек